# Шопениана
«Шопениа́на» (от Шопен и -ана; фр. «Les Sylphides», или «Сильфиды») — балет Михаила Фокина, поставленный на фортепианные произведения Фредерика Шопена, оркестрованные Александром Глазуновым и Морисом Келлером, а затем Сергеем Танеевым, Анатолием Лядовым, Николаем Черепниным и Джорджем Гершвином.

## Описание

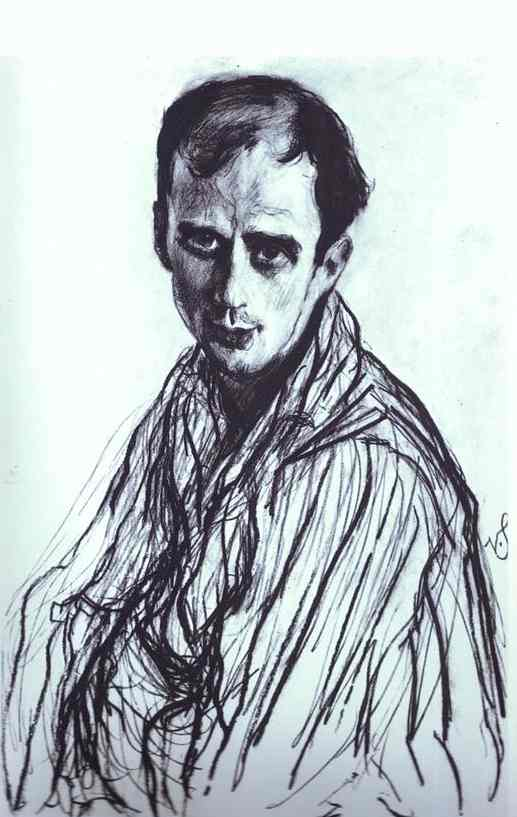
Фокин, 1909

Премьера состоялась 10 февраля 1907 года на благотворительном представлении в Мариинском театре и была посвящена памяти Фредерика Шопена. Костюмы изготовили по эскизам Леона Бакста.
Романтический лирический бессюжетный балет отличался безукоризненным вкусом Фокина. Одна поза плавным балансе́ переливалась в другую, словно рисуя идеальную картину единого завораживающего действа.
Первоначальный свой замысел Михаил Фокин дополнил новыми музыкальными номерами.
Первая редакция. Сюита «Шопениана», памяти Ф. Шопена (спектакль 10 февраля 1907 года) состояла из пяти фортепианных пьес Шопена, оркестрованных А. К. Глазуновым. Дирижёр Р. Дриго:
1. Полонез Ля мажор (Op. 40 no.1 A-dur): исполняли балерины кордебалета
2. Ноктюрн Фа мажор (Op 15 no.1 F-dur): Шопен — А. Д. Булгаков, Муза — А. П. Уракова
3. Мазурка До диез минор (Op 50 no.3 Cis-moll): Ю. Н. Седова, П. А. Гердт
4. Вальс До диез минор (Op. 64 no.2 Cis-moll (Седьмой вальс): А. П. Павлова, М. К. Обухов
5. Тарантелла Ля бемоль мажор (Op. 43. As-Dur): В. П. Фокина, А. В. Ширяев

Вторая редакция спектакля: «Романтические грёзы», из восьми пьес в оркестровке А. К. Глазунова и М. Ф. Келлера.
Для увертюры Фокин выбрал полонез Ля мажор, на последних тактах которого плавно скользящий занавес открывал перед восхищёнными взорами публики застывшую балетную картину. С первыми аккордами ноктюрна кордебалет раскрывался, словно бутон розы: балерины мягко опускались в плие́, и солист выходил на середину сцены.
В таком варианте спектакль был показан на благотворительном вечере в Мариинском театре 8 марта 1907 года, под названием «Балет под музыку Шопена».
Исполнители: О. И. Преображенская, А. П. Павлова, Т. П. Карсавина, В. Ф. Нижинский.
- Увертюра: Полонез Ля мажор (Op. 40 no.1 A-dur)

1. Ноктюрн Ля бемоль мажор[англ.] (Op. 32, no.2. As-Dur) lento.4/4
2. Вальс Соль бемоль мажор (Op. 70, no.1. Ges-Dur)
3. Мазурка Ре мажор (Op. 33, no.2. D-Dur)
4. Мазурка До мажор (Op. 67, no.3. C-Dur)
5. Прелюд Ля мажор (Op. 28, no.7. A-Dur) Andantino
6. Вальс До диез минор (Op. 64 no.2 Cis-moll)
7. Grande valse brillante Ми бемоль мажор (Op. 18, Es-dur)

В тот же вечер были показаны также балеты «Египетские ночи» («Клеопатра») и «Павильон Армиды» с Т. П. Карсавиной, В. Ф. Нижинским и Б. Ф. Нижинской.

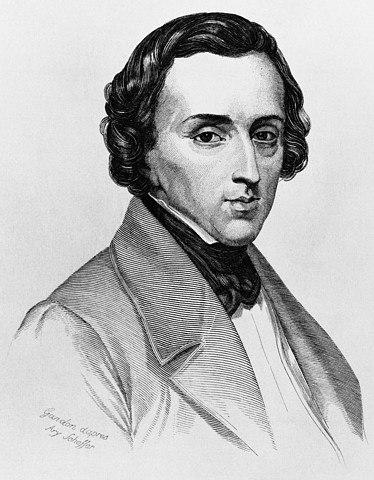
Шопен, 1847

Симпатии В. Светлова принадлежали г-же Павловой, и как бы ни станцевала Карсавина, он писал в «Биржевых новостях»:
Г-жа Павлова 2-я и здесь прониклась стилем в гораздо более полной мере, чем г-жи Преображенская и Карсавина
Л. Козлянинов напротив, следил за танцем г-жи Карсавиной:
В исполнении Карсавиной элегическая мечтательность, сменяясь упоением радости, вызывала представление, создаваемое музыкой
Далее редакция менялась незначительно, 6 апреля 1908 года спектакль шёл под названием «Гран па на музыку Шопена», а 19 февраля 1909 года в афише написали «Шопениана».
2 июня 1909 года в дягилевских Русских сезонах в театре Шатле в Париже премьера «Шопенианы» шла под названием «Сильфиды» (фр. Les Sylphides) с участием Тамары Карсавиной, Анны Павловой, Александры Балдиной и Вацлава Нижинского. Костюмы Леон Бакст нарисовал по литографиям Марии Тальони в «Сильфиде».
Кроме готовых оркестровок А. К. Глазунова, Grande valse brillante переложил на большой оркестр и аранжировал Джордж Гершвин, остальные фортепианные произведения Фредерика Шопена оркестровали С. И. Танеев, А. К. Лядов и Н. Н. Черепнин.
Следующие представления состоялись в Ковент-Гардене 14 июня 1911 года и в Нью-Йорке в Century Theatre 20 января 1916 года, с участием Александры Балдиной. 14 апреля 1916 года — спектакль Les Sylphides с участием Нижинского в Метрополитен-Опера.
Следующая редакция — в оркестровке Витторио Риети, сценографией князя А. К. Шервашидзе и костюмами Александра Бенуа, в таком варианте спектакль был показан во время турне по Латинской Америке (1943—1946) компанией Original Ballet Russe.
4 февраля 1923 года в Петрограде возобновили последнюю редакцию Фокина, 16 мая 1928 года А. Я. Ваганова обновила «Шопениану» для Ленинградского хореографического училища, спектакль прошёл на сцене Театра оперы и балета (выпускной спектакль Г. С. Улановой). Декорации были выполнены по эскизам Ореста Аллегри.
24 января 1932 года Большой театр поставил фокинский вариант спектакля, дирижёр Ю. Ф. Файер; исполнители В. П. Васильева, Т. В. Васильева, А. И. Абрамова, Г. П. Добрынина, Н. А. Капустина, Т. В. Лазаревич, А. Н. Ермолаев. После войны, 11 января 1946 года Л. М. Лавровский возобновил на сцене Большого театра спектакль «по Фокину».

## Видео
- Макарова на YouTube
- Барышников на YouTube
- Асылмуратова, Заклинский, Панкова, Поликарпова на YouTube
- Фонтейн - Нуриев на YouTube
- Academia Vaganova на YouTube — Grand valse brilliant (coda)